# Nianchpepi-Kem
Nianchpepi-Kem (Nianchpepi, der Schwarze), auch Nianchmerire-Kem, Hepi Kem oder Sobekhotep genannt, war ein bedeutender Beamter im Alten Ägypten zur Zeit der 6. Dynastie. Er ist vor allem von seinem Grab in Meir (A 1) bekannt.
Nianchpepi-Kem ist mit vier verschiedenen Namen bezeugt und in seinem Grab sind zahlreiche wichtige Titel angegeben. Er war vor allem Vorsteher von Oberägypten und Vorsteher der Priester. Als Rangtitel trug er die Titel Fürst (Ḥ3.tj-ˁ = Hati-a), Siegler des Königs (Ḫtm.tj-bjtj = Chetemti-biti) und einzig(artig)er Freund (Smḥr-w ˁ.tj = Semher-wati). Als Gemahlinnen sind Anchesenteti und Sehenet bezeugt ud außerdem vier Söhne belegt: Iuhi, Pepianch, Heni und Henenit. Nianchpepi-Kem war der Sohn von Pepianch-heri-ib (Pepianch, der Mittlere), in dessen Grab er auch dargestellt ist. Pepianch-heri-ib, der unter Pepi I. geboren wurde, erreichte ein hohes Alter, wie in seinem Grab berichtet wird. Nianchpepi-Kem lebte demzufolge später und amtierte wahrscheinlich unter Pepi II. Er scheint eine Ausbildung in der Residenz erhalten zu haben und bekleidete dort einige wichtige Ämter, bevor er wieder nach Al-Qusiyya ging, wo seine Familie residierte.
Die Grabanlage des Nianchpepi-Kem besteht aus einer in den Felsen gehauenen und dekorierten Kultkapelle und mehreren in die Tiefe gehenden Grabschächten mit Grabkammern. Die aus mehreren Räumen und mit Pfeilern dekorierte Grabkapelle ist mit Malereien und flachen Reliefs dekoriert. Die Wandbilder zeigen mehrmals Nianchpepi-Kem vor Bediensteten, die ihre Aufwartung machen und Opfer herbeibringen. Auch die Grabkammer von Nianchpepi-Kem ist dekoriert und zeigt vor allem Grabbeigaben. Menschen sind hier nicht abgebildet.
Das Grab wurde zuerst von Aylward Manley Blackman vollständig aufgenommen (Plan und Zeichnungen der Dekoration), der seine Ergebnisse 1953 publizierte. Später untersuchte ein australisches Team unter der Leitung von Naguib Kanawati die Grabanlagen von Meir. Es gab auch Grabungem, bei denen noch einige Reste der Grabausstattung gefunden wurden. Die Ergebnisse wurden 2015 publiziert.